# 신구정 (효고현)
신구정(新宮町)은 효고현 이보군에 설치되었던 정이다.